# Eva Nikolaevna Lisina
Eva Nikolaevna Lisina (in russo Ева Николаевна Лисина?; Imenkassi, 26 luglio 1939) è una scrittrice, traduttrice e insegnante russa di lingua ciuvascia. Scrive e traduce principalmente in ciuvascio e russo. Nel 2009 ha completato la traduzione aggiornata della Bibbia in ciuvascio, ed è anche scrittrice per ragazzi. È sorella degli artisti Gennadij Ajgi e Luiza Jumankka..